# Bunny l'acrobata
Bunny l'acrobata  (Acrobatty Bunny) è un film del 1946 diretto da Robert McKimson. È un cortometraggio d'animazione della serie Looney Tunes, uscito negli Stati Uniti il 29 giugno 1946. È il primo corto diretto da McKimson con protagonista Bugs Bunny. Dal 1996 viene distribuito col titolo Il coniglio acrobata.

## Trama
Un circo arriva in città e viene allestito proprio sopra la tana di Bugs Bunny, disturbando il suo sonno. Il coniglio esce dalla tana e si ritrova nella gabbia di un leone. Bugs inizia a lamentarsi con il felino, ma è costretto a fuggire quando quest'ultimo lo insegue per mangiarselo. Bugs si prende gioco del leone in vari modi finché i due non arrivano nel tendone gremito, dove l'inseguimento si trasforma in un numero da trapezista che diventa rovinoso per il leone. Il felino finisce poi in un cannone, rimanendo incastrato al punto che, quando Bugs accende il cannone, questo esplode e il leone si ritrova stordito con un gonnellino di metallo addosso. Bugs quindi lo fa danzare la hula mentre lui suona l'ukulele, offrendo al pubblico i loro servizi per vari eventi.

## Distribuzione

### Edizione italiana
Il corto fu distribuito nei cinema italiani il 19 maggio 1949, coi titoli La lepre e il leone e Rosicchio e il leone; il doppiaggio fu eseguito direttamente negli Stati Uniti. Fu poi rieditato l'8 giugno 1962, in inglese sottotitolato, nel programma La cavalcata dei dodici, col titolo Bunny l'acrobata. Fu ridoppiato nel 1986 per la distribuzione in VHS; il doppiaggio fu eseguito a Milano, e i dialoghi presentavano un adattamento approssimativo. Dieci anni dopo, per la trasmissione televisiva, fu ridoppiato nuovamente dalla Angriservices Edizioni sotto la direzione di Renzo Stacchi, su dialoghi più corretti. Non essendo stata registrata una colonna internazionale, in tutti i casi fu sostituita la musica presente durante i dialoghi.

### Edizioni home video

#### VHS
America del Nord
- Bugs Bunny Classics (7 marzo 1989)
- Looney Tunes: The Collector's Edition - Wabbit Tales (1999)

Italia
- Bunny il coniglio (ottobre 1986)

#### Laserdisc
- Bugs Bunny Classics (1990)
- The Golden Age of Looney Tunes Vol. 2 (1º luglio 1992)

#### DVD e Blu-ray Disc
Il corto fu pubblicato (non restaurato e in inglese sottotitolato) come extra nell'edizione DVD-Video del film Una notte a Casablanca, uscita in America del Nord il 4 maggio 2004 e in Italia il 5 novembre. Successivamente fu inserito nel primo DVD della raccolta Looney Tunes Golden Collection: Volume 3 (intitolato Bugs Bunny Classics) distribuita il 25 ottobre 2005. In Italia fu invece inserito nel DVD Bugs Bunny: Volume 3 della collana Looney Tunes Collection, uscito il 18 maggio 2006. Fu infine incluso nel primo disco della raccolta Looney Tunes Platinum Collection: Volume Three, uscita in America del Nord in Blu-ray Disc il 12 agosto 2014 e in DVD il 4 novembre.

## Accoglienza
Nel 2010 il film fu selezionato per l'inclusione nel libro di Jerry Beck The 100 Greatest Looney Tunes Cartoons; nel libro, il redattore di riviste Harry McCracken scrive che "non sono le singole gag a distinguersi come divertenti, quanto piuttosto la sensazione generale di divertimento cinetico ed esuberantemente banale. Ma presenta una delle migliori citazioni Disney di sempre, quando Bugs scruta nella bocca del leone e urla "PINNNNOCCHIOOOOO!"". Beck invece scrive: "Azione e gag senza sosta, Bunny l'acrobata è un cartone animato di Bugs Bunny allo stato puro, che dimostra cosa sa fare meglio il coniglio: usare il cervello per infastidire un bullo aggressivo e stare un passo avanti al suo avversario. Il primissimo cartone animato di Bugs Bunny di Robert McKimson è uno dei più divertenti mai realizzati".